# Battaglia di Smolensk (1941)
La prima battaglia di Smolensk (in tedesco Kesselschlacht bei Smolensk, in russo Смоленское сражение), svoltasi tra il 10 ed il 26 luglio 1941 durante la seconda guerra mondiale, costituì uno dei principali successi da parte della Germania nel quadro dei movimenti che, secondo i piani originari dell'operazione Barbarossa, avrebbero dovuto portare le forze dell'Heeresgruppe Mitte in condizione di attaccare e conquistare Mosca prima del sopraggiungere dell'inverno, ponendo rapidamente fine, attraverso la tattica della guerra lampo, al conflitto contro l'Unione Sovietica. Le truppe tedesche, comandate dal feldmaresciallo Fedor von Bock, conquistarono la città di Smolensk il 15 luglio, mentre la battaglia poté dirsi conclusa il giorno 26 con la liquidazione delle ultime sacche di resistenza sovietica, ponendo le basi per l'attacco verso la capitale.

## L'Operazione Barbarossa
Il 22 giugno 1941 la Germania dette inizio all'invasione dell'Unione Sovietica. Lo schieramento tedesco era composto da 146 divisioni (19 delle quali corazzate e 14 di fanteria motorizzata), per un totale di 3 500 000 uomini, 3 300 carri armati, 600 000 veicoli motorizzati, quali trasporti truppe, cannoni semoventi e veicoli anticarro, oltre 7 000 pezzi d'artiglieria e 2 770 aerei e circa 625 000 cavalli.
L'Unione Sovietica al momento dell'invasione schierava circa 150 divisioni (20 delle quali corazzate o motorizzate) per un totale di 4 700 000 soldati, di cui 2 500 000 schierati a presidio del fronte occidentale, 7 000 carri armati, di cui circa 2 700 nello schieramento avanzato e circa 4 600 aerei, più 6 sorpassate divisioni di cavalleria.
Il 24 giugno, tre giorni dopo l'inizio delle operazioni sul fronte orientale, Hitler spostò il suo Quartier Generale da Berlino alla Prussia orientale, nella Wolfsschanze, la "tana del lupo", constatando i progressi territoriali della Wehrmacht, penetrata per oltre 160 km nel territorio sovietico mentre Stalin, inspiegabilmente, ruppe il silenzio solo alle 6:30 del 3 luglio denunciando, dai microfoni di radio Mosca, la rottura del patto di non aggressione da parte della Germania ed il "richiamo alla lotta" per il popolo sovietico. Le ragioni di questo silenzio sono ancora oggi controverse ma in quella decina di giorni che precedettero il suo messaggio alla nazione l'importante città di Minsk era già caduta in mani tedesche e le sue forze armate avevano già sofferto la perdita di 2 585 carri armati, 1 449 cannoni e tra le 12 e le 15 divisioni erano state distrutte; solo pochi giorni dopo, il 9 luglio, tutte le sacche di resistenza non ancora liquidate dai tedeschi si sarebbero arrese, portando a 40 la somma delle divisioni distrutte ed a 300 000 la cifra dei soldati caduti prigionieri, mentre il giorno 11 le avanguardie della Wehrmacht si trovavano già a 16 km da Kiev.

## La strada per Mosca

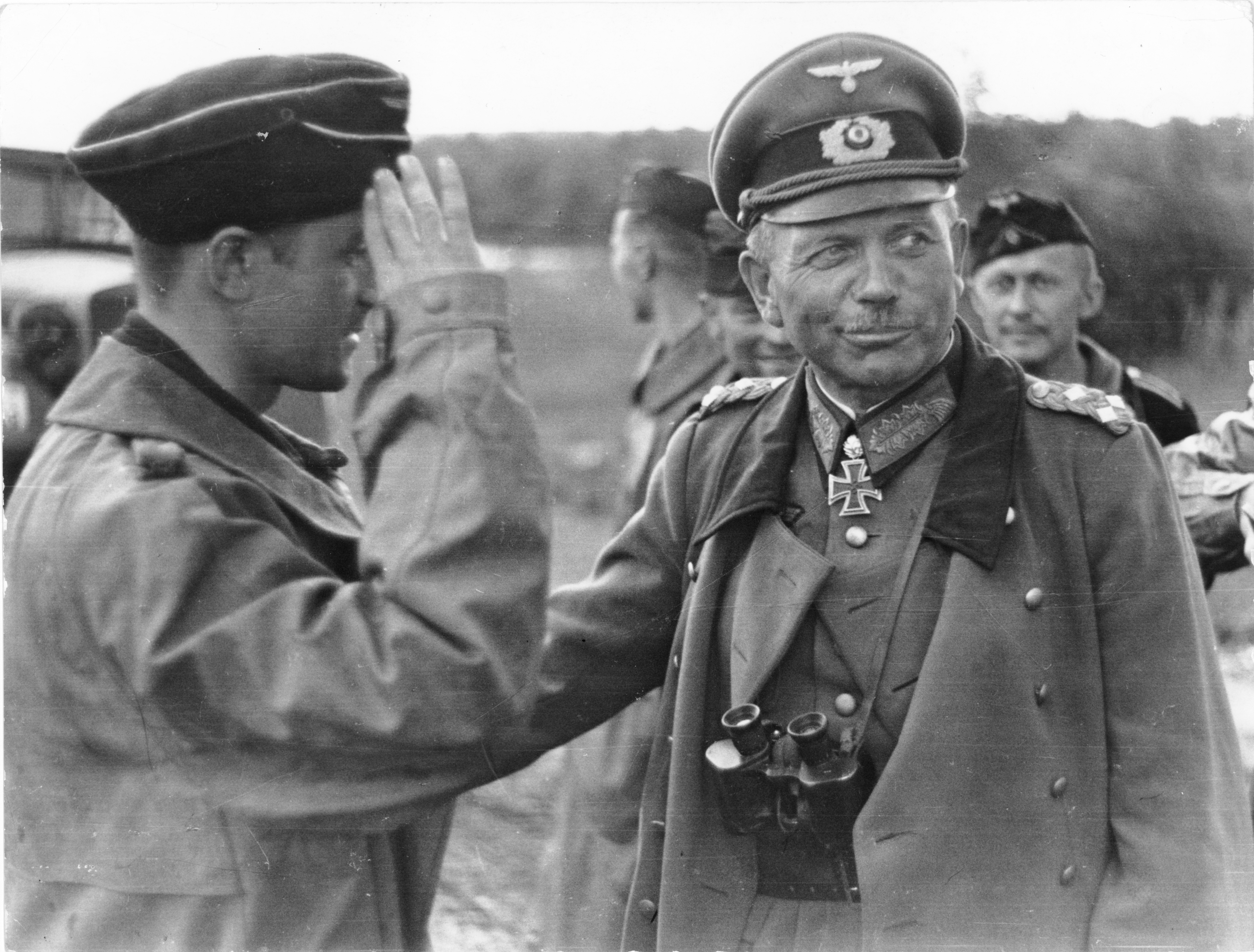
Il generale Heinz Guderian, comandante del II gruppo corazzato tedesco

L'Heeresgruppe Mitte, comandato dal feldmaresciallo Fedor von Bock, costituiva la forza più consistente dello schieramento tedesco e le sue 57 divisioni avrebbero dovuto attaccare a nord delle paludi di Rokitno, che si estendevano oltre il confine per circa 240 chilometri, puntando sulla direttrice Smolensk-Mosca, marciando attraverso la Bielorussia e le regioni centro-occidentali dell'Unione Sovietica. L'avanzata verso Mosca doveva quindi avvenire in direzione di Smolensk, sulla direttrice che puntava verso la capitale, passando attraverso la città di Vjaz'ma, e, una volta conquistata Smolensk, si sarebbe deciso se e con quali forze attaccare Mosca.
A nord dello schieramento operavano il III gruppo corazzato, al comando del generale Hermann Hoth e la 9ª Armata di fanteria, comandata dal generale Adolf Strauß mentre a sud, a una distanza di circa 200 chilometri, l'offensiva era affidata alla 4ª Armata di fanteria, al comando del feldmaresciallo Günther von Kluge, ed il II gruppo corazzato, comandato dal generale Heinz Guderian. La distanza tra le due forze di attacco fu prevista per realizzare una serie progressiva di accerchiamenti ossia per consentire ai due gruppi corazzati di farsi strada velocemente attraverso la Bielorussia, lasciando alle due armate di fanteria il compito di eliminare le forze sovietiche lasciate alle spalle.

## Ordine di battaglia dell'Heeresgruppe Mitte
Heeresgruppe Mitte:
Comandante Heeresgruppe Mitte (feldmaresciallo Fedor von Bock)
III gruppo corazzato (generale Hermann Hoth)
- XXXIX corpo d'armata motorizzata (generale di truppe corazzate Rudolf Schmidt)
  - 7ª divisione corazzata (maggiore generale Hans Freiherr von Funck)
  - 20ª divisione corazzata (tenente generale Horst Stumpff)
  - 20ª divisione di fanteria motorizzata (maggiore generale Hans Zorn)
  - 14ª divisione di fanteria motorizzata (maggiore generale Fürst)
- V corpo d'armata (generale di fanteria Richard Ruoff)
  - 5ª divisione di fanteria (maggiore generale Karl Allmendinger)
  - 35ª divisione di fanteria (tenente generale Fischer von Weikersthal)
- LVII corpo corazzato (generale di truppe corazzate Adolf-Friedrich Kuntzen)
  - 12ª divisione corazzata (maggiore generale Josef Harpe)
  - 19ª divisione corazzata (maggiore generale Otto von Knobelsdorff)
  - 18ª divisione di fanteria motorizzata (maggiore generale Friedrich Herrlein)
- VI corpo d'armata (generale di pionieri d'assalto Otto-Wilhelm Förster)
  - 6ª divisione di fanteria (tenente generale Helge Auleb)
  - 26ª divisione di fanteria (maggiore generale Walter Weiss)

9ª armata (Generale Adolf Strauß)
- VIII corpo d'armata (generale di artiglieria Walter Heitz)
  - 8ª divisione di fanteria (maggiore generale Gustav Höhne)
  - 28ª divisione di fanteria (generale di artiglieria Johann Sinnhuber)
  - 161ª divisione di fanteria (maggiore generale Hermann Wilck)
- XX corpo d'armata (generale di fanteria Friedrich Materna)
  - 162ª divisione di fanteria (tenente generale Hermann Franke)
  - 256ª divisione di fanteria (tenente generale Gerhard Kauffmann)
- A disposizione della 9ª armata
  - XXXXII corpo d'armata (generale di pionieri d'assalto Walter Kuntze)
  - 87ª divisione di fanteria (tenente generale von Bogislav von Studnitz)
  - 129ª divisione di fanteria (maggiore generale Stephan Rittau)

4ª armata (feldmaresciallo Günther von Kluge)
- VII corpo d'armata (generale di artiglieria Wilhelm Fahrmbacher)
  - 7ª divisione di fanteria (Eccard Freiherr von Gablenz)
  - 23ª divisione di fanteria (maggiore generale Heinz Hellmich)
  - 221ª divisione di sicurezza (tenente generale Johann Pflugbeil)
  - 258ª divisione di fanteria (maggiore generale Waldemar Dr. Henrici)
  - 268ª divisione di fanteria (maggiore generale Erich Straube)
- IX corpo d'armata (generale di fanteria Hermann Geyer)
  - 137ª divisione di fanteria (tenente generale Friedrich Bergmann)
  - 263ª divisione di fanteria (maggiore generale Ernst Haeckel)
  - 292ª divisione di fanteria (maggiore generale Martin Dehmel)
- XIII corpo d'armata (generale di fanteria Hans-Gustav Felber)
  - 17ª divisione di fanteria (generale di artiglieria Herbert Loch)
  - 78ª divisione di fanteria (tenente generale Curt Gallenkamp)
- XLIII corpo d'armata (generale di fanteria Gotthard Heinrici)
  - 131ª divisione di fanteria (maggiore generale Heinrich Meyer-Bürdorf)
  - 134ª divisione di fanteria (tenente generale Konrad von Cochenhausen)
  - 252ª divisione di fanteria (tenente generale Diether von Boehm-Bezing)
- A disposizione della 4ª armata
  - 286ª divisione di sicurezza (tenente generale Müller)

II gruppo corazzato (generale Heinz Guderian)
- XLVII corpo d'armata motorizzato (generale di artiglieria Joachim Lemelsen)
  - 17ª divisione corazzata (tenente generale Hans-Jürgen von Arnim)
  - 18ª divisione corazzata (maggiore generale Walther Nehring)
  - 29ª divisione di fanteria motorizzata (maggiore generale Walter von Boltenstern)
  - 167ª divisione di fanteria (tenente generale Schönharl)
- XLVI corpo d'armata motorizzato (generale di truppe corazzate Heinrich von Vietinghoff)
  - 10ª Divisione corazzata (tenente generale Ferdinand Schaal)
  - Divisione corazzata SS "Das Reich" (SS gruppenführer Paul Hausser)
  - Reggimento di fanteria motorizzata SS Großdeutschland (SS obersturmfuhrer Wilhelm von Stockhausen)
- XII corpo d'armata (generale di fanteria Walter Schroth)
  - 31ª divisione di fanteria (maggiore generale Kurt Kalmuckoff)
  - 34ª divisione di fanteria (tenente generale Hans Behlendorff)
  - 45ª divisione di fanteria (maggiore generale Fritz Schlieper)
- XXIV corpo d'armata motorizzato (generale di cavalleria Freiherr Geyr von Schweppenburg)
  - 1ª divisione di cavalleria (maggiore generale Kurt Feldt)
  - 3ª divisione corazzata (tenente generale Walter Model)
  - 4ª divisione corazzata (maggiore generale Willibald Freiherr von Langermann und Erlencamp)
  - 10ª divisione di fanteria motorizzata (tenente generale Friedrich-Wilhelm von Löper)
  - 267ª divisione di fanteria (maggiore generale Karl-Friedrich Wachter)
- A disposizione del II gruppo corazzato
  - 255ª divisione di fanteria (tenente generale Wilhelm Wetzel)

## L'avanzata nel settore centrale

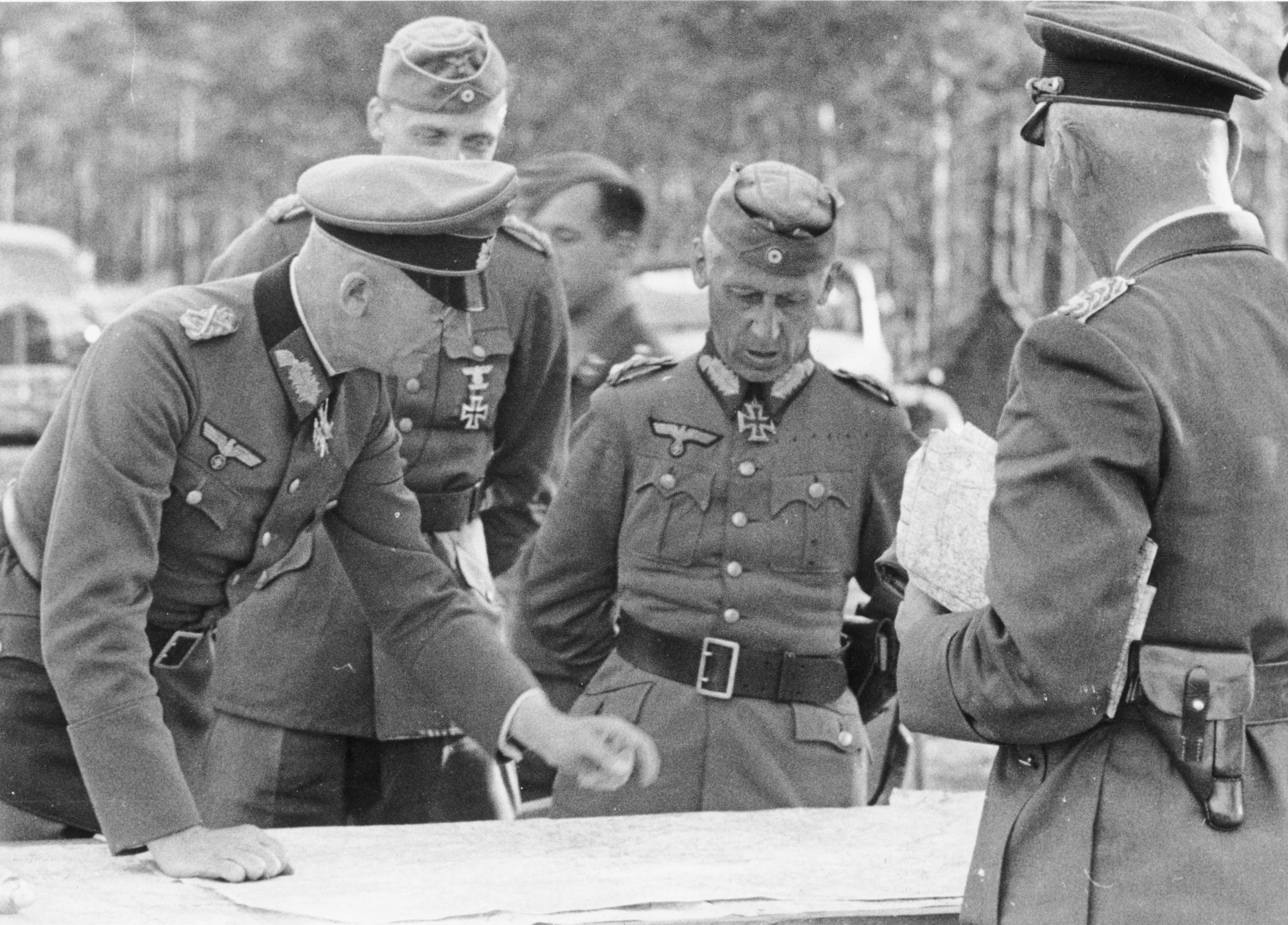
Il feldmaresciallo Fedor von Bock, comandante dell'Heeresgruppe Mitte (primo a sinistra) a colloquio con il generale Hermann Hoth, comandante del III gruppo corazzato ed il generale Wolfram von Richthofen (di spalle)

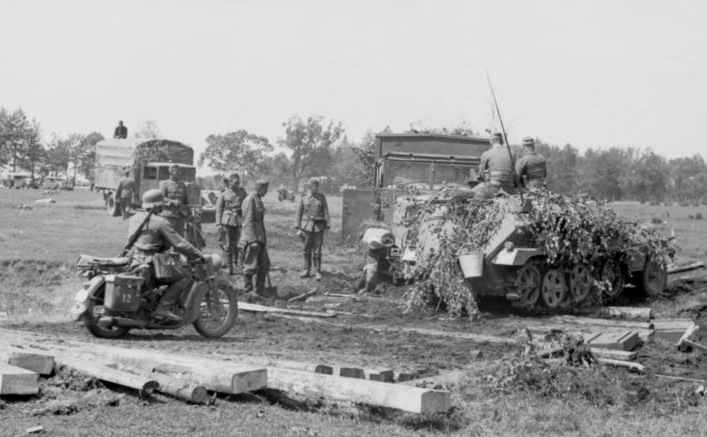
Truppe motorizzate tedesche in una sosta durante l'avanzata

Il primo obiettivo del 22 giugno era l'attraversamento del fiume Bug, che dal 1939 marcava il confine tra la Polonia occidentale occupata dai tedeschi e la Polonia orientale in mano ai sovietici; esso fu attraversato agevolmente, catturando intatti tutti i ponti, grazie alla concomitanza di tre elementi: il fattore sorpresa, la scarsa presenza di truppe sovietiche a presidio della frontiera e l'utilizzo di carri armati modificati per l'operazione Leone Marino, dotati di snorkel e capaci di immergersi nel letto del fiume per riaffiorare sulla sponda opposta. Al di là del fiume si trovava la cittadella di Brest-Litovsk, che fu lasciata alle spalle dalle avanguardie corazzate ma per la cui conquista i tedeschi dovettero impegnarsi in lunghi combattimenti: dopo un intenso fuoco di sbarramento a opera delle batterie del 98º Reggimento di artiglieria, la 45ª divisione di fanteria, comandata dal generale Fritz Schlieper, avanzò verso la cittadella e, dopo brevi scontri, la guarnigione sovietica si asserragliò dentro la vecchia fortezza che, grazie alle sue spesse mura, resistette sia ai proiettili dell'artiglieria sia agli attacchi degli Stuka e dovette essere conquistata metro per metro, tanto che gli ultimi soldati sovietici si arresero il 30 giugno.
I primi giorni della campagna fornirono ai tedeschi dei dati imprevisti sulla composizione delle forze corazzate sovietiche e del loro armamento, in particolare la cattura del generale Potaturcev, comandante della 4ª divisione corazzata di stanza a Białystok, permise di conoscere che l'organico di carri armati di una divisione corazzata era di 350 unità (di cui, nella sua, 21 T-34 e 10 KV-2) mentre il reggimento di artiglieria era armato con 24 cannoni da 122 e 152 mm. La notizia fu accolta con grande stupore dall'OKH dato che nella campagna ad occidente la divisione corazzata tedesca disponeva mediamente di 160 carri armati, così, per aumentare il numero delle divisioni, furono create nuove unità semplicemente togliendo un reggimento di carri da ogni divisione, portandone il numero da 10 a 21; il risultato fu che l'intero Gruppo corazzato di Guderian, con cinque divisioni corazzate e tre divisioni motorizzate, disponeva in tutto di 850 carri armati.

## La sacca di Minsk
Sulla strada per Smolensk l'Heeresgruppe Mitte aveva innanzi a sé grandi ostacoli naturali: le grandi paludi del Pryp"jat', la foresta di Białowieża ed i fiumi Beresina e Dnepr, ma nonostante queste oggettive difficoltà i due gruppi corazzati avanzarono velocemente superando il 30 giugno la grande foresta, dove la 78ª divisione di fanteria, comandata dal generale Kurt Gallenkamp, si incaricò di eliminare la resistenza dei superstiti della 4ª divisione corazzata sovietica, nel frattempo rinforzata dai resti di altre tre divisioni, mentre la 29ª divisione, comandata dal generale Walter von Boltenstern, ed il reggimento Großdeutschland, comandato dall'obersturmführer von Stockhausen, chiusero la seconda sacca tra Białystok e Minsk (conquistata il giorno 28 dalla 20ª divisione corazzata, comandata dal generale Horst Stumpff), fermandosi ad attendere le divisioni di fanteria della 4ª e della 9ª Armata che, a causa della scarsa praticabilità delle strade, procedevano più lentamente per poi proseguire l'avanzata.

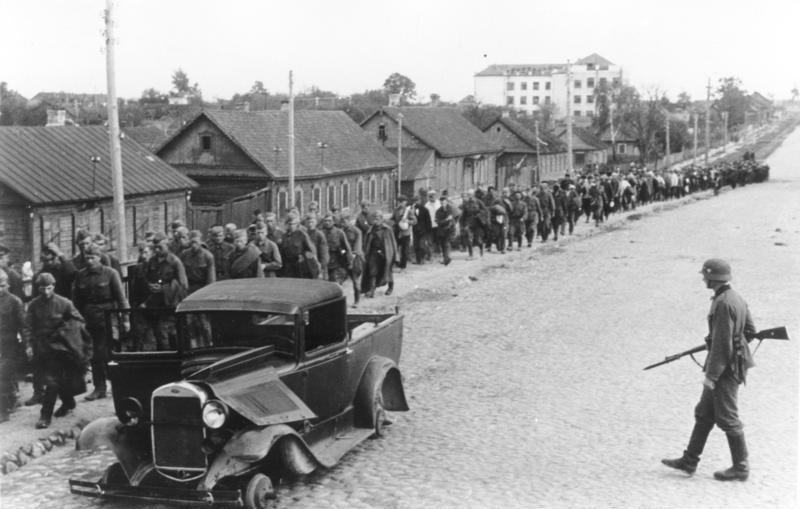
Soldati sovietici catturati nella sacca di Minsk vengono inviati nelle retrovie

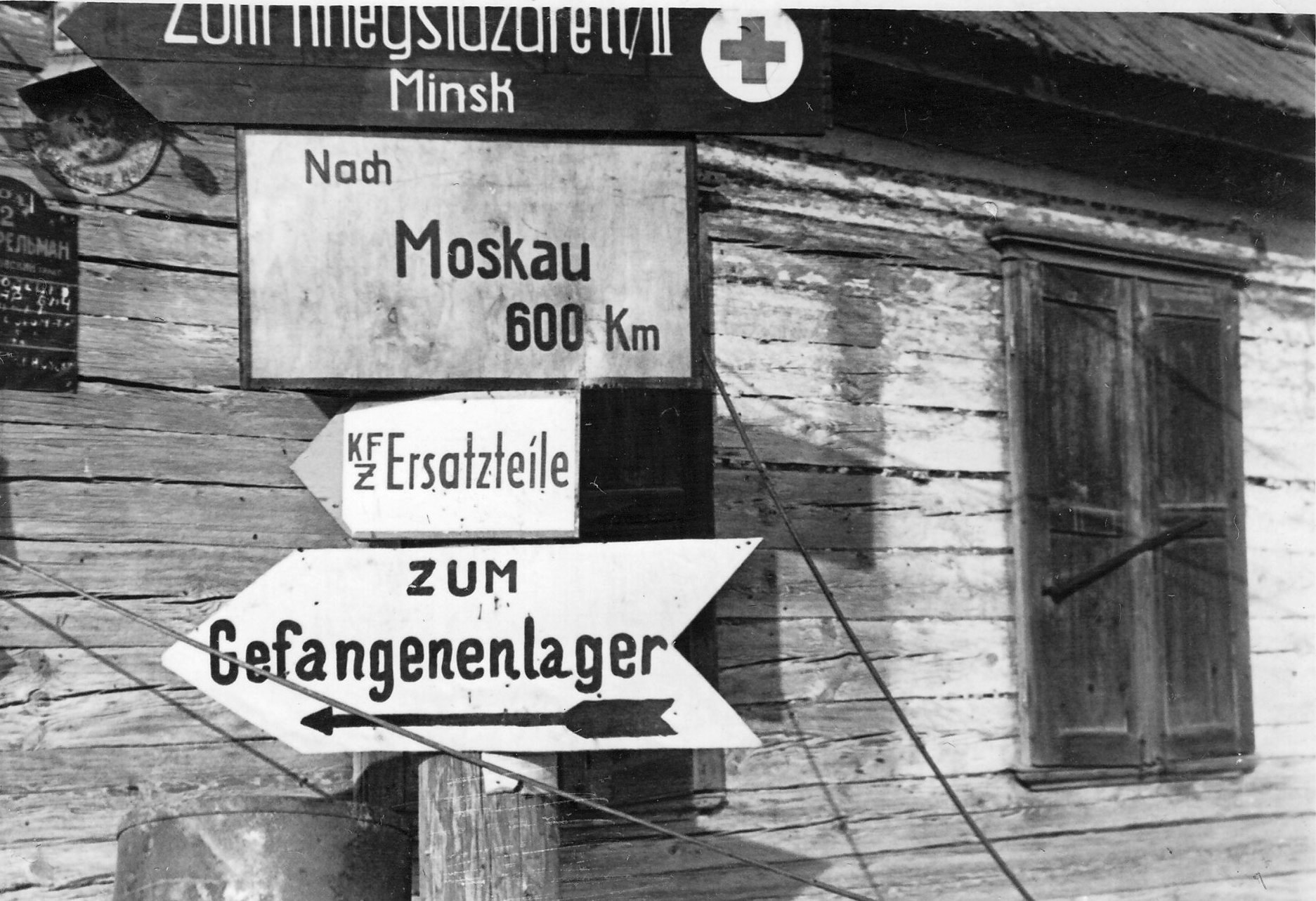
Minsk, cartello distanziometrico, indicante la distanza dalla capitale, in lingua tedesca e la direzione del campo di prigionia

Puntando sul fattore velocità le forze tedesche avanzarono decisamente verso la Beresina ed il giorno 30 fu dato ordine alla 18ª divisione corazzata, comandata dal generale Walter Nehring, di superare Minsk a sud e di percorrere l'autostrada che portava alla città di Barysaŭ per prenderla e stabilire una testa di ponte al di là del fiume. Le forze sovietiche, agli ordini del generale Erëmenko, tentarono di attestarsi per formare una linea di resistenza, al fine di impedire ai tedeschi l'attraversamento del ponte, ma il 1º luglio due battaglioni del 52º reggimento fanteria attaccarono le postazioni a difesa dell'importante struttura impedendone la distruzione, consolidando la posizione e resistendo al contrattacco sovietico del giorno successivo mentre a sud la 3ª divisione corazzata, comandata dal generale Walter Model, e la 4ª divisione corazzata, comandata dal generale Willibald Freiherr von Langermann und Erlencamp, avevano a loro volta varcato il fiume puntando a nord in direzione Mahilëŭ sul fiume Dnepr.
Un secondo contrattacco con forze maggiori fu tentato dai sovietici tra il 3 ed il 7 luglio e per la prima volta furono impiegati in combattimento i carri armati T-34, superiori per peso, armamento e corazzatura a tutti i carri armati tedeschi. Le prime unità a trovarsi di fronte il nuovo carro furono le punte avanzate della 17ª divisione corazzata, comandata dal generale Hans-Jürgen von Arnim, presso il villaggio di Lipki e della 18ª divisione corazzata presso Vitebsk: questi reparti, dopo i primi momenti di smarrimento, si resero conto che i sovietici utilizzavano i loro carri armati senza raggrupparli, in piccole unità a supporto della fanteria, e, data la mancanza di un comandante (il ruolo era ricoperto dal puntatore in una duplice funzione) la velocità di tiro era minore rispetto a quella dei carri tedeschi. Ciononostante, superate le prime difficoltà, i carristi della Wehrmacht respinsero l'attacco.

## L'attacco a Smolensk e la chiusura della sacca

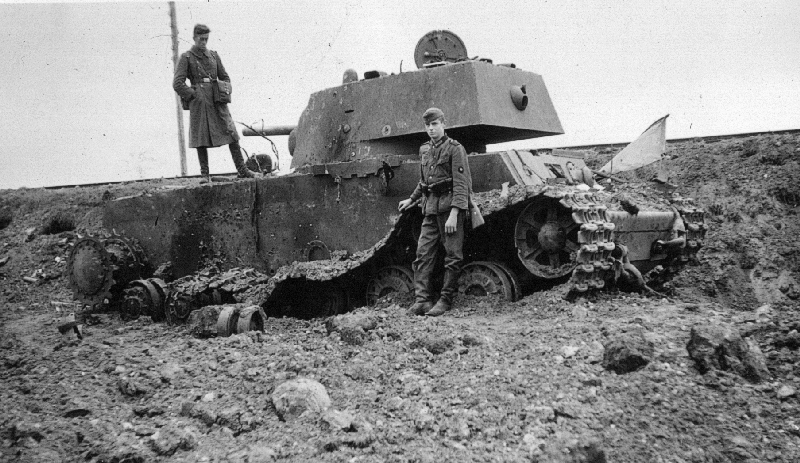
Soldati tedeschi accanto a un carro armato KV-1 sovietico distrutto

Il 10 luglio fu lanciato l'attacco verso Smolensk: la 20ª divisione corazzata dopo Minsk conquistò anche Vitebsk, procedendo senza fermarsi verso est per prendere la città alle spalle, mentre a sud vi fu discordanza di opinioni sull'opportunità di attraversare il Dnepr con le sole divisioni corazzate o fermarle in attesa dell'arrivo della fanteria; favorevole alla prima opzione era il generale Guderian, il quale, avuto notizia di un grosso concentramento di truppe sovietiche in arrivo dalla parte orientale del fiume premeva per un veloce attraversamento mentre il feldmaresciallo Günther von Kluge, comandante della 4ª Armata e suo superiore diretto, propendeva per un'azione più prudente ma, dopo accese discussioni, fu dato il via libera all'avanzata e l'11 luglio la 3ª e la 4ª divisione corazzata attraversarono il fiume in tre punti senza incontrare forti resistenze e, mentre la 1ª divisione di cavalleria, comandata dal generale Kurt Feldt, proteggeva il fianco sud dal contrattacco sovietico, Guderian puntò verso Smolensk.
Il 15 luglio la 3ª Armata Corazzata, comandata dal generale Hermann Hoth, con alla testa la 7ª divisione corazzata, comandata dal generale Hans von Funck, superò Smolensk tagliando la linea ferroviaria e la strada che portavano a Mosca; in questo modo la città, che nel frattempo era stata fortificata e, come ulteriore misura di difesa, era stata allestita una milizia popolare, fu isolata ed impossibilitata a ricevere rifornimenti ed, a causa dell'accerchiamento tedesco, si formò una sacca in cui vennero a trovarsi 15 divisioni sovietiche.
La città, che doveva essere uno dei capisaldi della "linea di estrema difesa" cadde dopo un solo giorno, grazie all'attacco del 71º reggimento della Turingia, comandato dal colonnello Thomas, che si fece strada casa per casa aggirando le fortificazioni della città, mentre il 26 luglio, a sud di Smolensk, fu eliminata a Mahilëŭ l'ultima resistenza sul Dnepr ad opera della 23ª divisione di fanteria, comandata dal generale Heinz Hellmich. L'obiettivo dell'Heeresgruppe Mitte era stato raggiunto dopo meno di quattro settimane e la strada verso Mosca era aperta.